# 이아주딘 아흐메드
이아주딘 아흐메드(벵골어: ইয়াজউদ্দিন আহম্মেদ, 1931년 2월 1일~2012년 12월 10일)는 2002년 9월 6일부터 2009년 2월 12일까지 방글라데시의 대통령이었다. 2006년 10월 말부터 2007년 1월까지 그는 또한 임시 정부의 수석 고문을 지냈다. 2006년 10월부터 2008년 초까지 대통령으로서 그의 임무는 임시 정부의 국방부를 포함했다.
토양 과학 박사 학위를 받은 아흐메드는 다카 대학교의 정교수이자 학과장이 되었다. 1991년부터 그는 공공 서비스 위원회(1991년~1993년)와 대학 보조금 위원회(1995년~1999년)의 의장으로서 공직에 임명되기 시작했다. 2002년 대통령 선거에서 당선되었고, 2004년에 그는 사립 대학인 아티시 디판카르 과학기술 대학교(ADUST)의 설립을 도왔다.

## 교육
아흐메드는 1952년과 1954년에 각각 다카 대학교에서 학사와 석사 학위를 취득했다. 그는 이후 1958년과 1962년에 각각 미국 위스콘신 대학교 매디슨에서 석사와 박사 학위를 받았다.

## 교수직
다카 대학교로 돌아온 아흐메드는 토양과학과 조교수로 교수진에 합류했다. 그는 그 학과의 정교수가 될 때까지 승진했다. 다카 대학교 토양과학부 회장, 다카 대학교 생물과학부 학장 등을 역임하였다. 그는 또한 살리물라 무슬림 회관의 주임이기도 했다.
아흐메드는 토양에 영양분을 보존하고 나중에 식물의 필요에 따라 영양분을 방출하는 과정을 개발한 공로를 인정받고 있다. 1984년, 아흐메드 교수는 미국 코넬 대학교와 독일 괴팅겐 대학교의 객원 교수였다.

## 정치 경력
아흐메드는 1991년 임시 정부의 고문이었다. 1991년부터 1993년까지 공직위원회 위원장을 역임했다. 그는 1995년부터 1999년까지 대학 보조금 위원회의 의장을 지냈다.
1990년대에 아흐메드 교수는 방글라데시 대학교 교사 연맹(FUTA)의 회장이었고, 반독재 운동을 주도했다.

### 대통령직
아흐메드는 2002년 대통령 선거에 등록한 유일한 후보가 된 후 방글라데시의 대통령이 되었다. 그 무렵, 총리직은 방글라데시 정부에서 최고의 정치적 역할로 여겨졌다.
그의 재임 기간 동안 아흐메드는 국가에 관한 두 권의 책인 《방가바반 백년》과 《방가바너 샤타바르샤》의 집필과 출판을 지휘했다. 이들은 2006년 방가바반의 고문인 무클레수르 라만 초두리의 주도로 출판되었다.

## 개인 생활
아흐메드와 그의 두 번째 아내 안와라 베굼은 아들 임티아즈 아흐메드 바부를 입양했다. 아흐메드는 또한 그의 첫 번째 결혼인 수잔과 아담 사이에서 태어난 아이들을 가지고 있다. 그에게는 오로라, 베릴, 아담, 아린 등 4명의 손자가 있다.
임티아즈 바부는 2012년 1월 9일 그의 아버지가 설립한 사립 대학인 아티시 디판카르 과학기술대학교(ADUST)의 등록관을 공격한 혐의로 체포되었다. 바부는 ADUST의 수탁자 이사회에 속해 있다.

## 사망
아흐메드는 2012년 10월 28일 심장 수술을 추가로 받았다. 신장과 관련된 합병증이 생긴 후에, 그는 2012년 12월 10일 태국 방콕의 범룽그라드 국제 병원에서 사망하기 전까지 생명 유지에 한 달 이상을 보냈다.
추모 성명은 질루르 라만 대통령, 셰이크 하시나 총리, 야당 지도자 칼레다 지아, 무클레수르 라만 초두리 전 대통령 고문이 발표했다. 이아주딘 아흐메드의 시신은 2012년 12월 12일 방콕에서 다카로 이송되었고, 바나니 묘지에 묻혔다.